# Valbrevenna
Valbrevénna (Varbrevenna in ligure) è un comune italiano sparso di 741 abitanti della città metropolitana di Genova in Liguria. La sede comunale è situata nella frazione di Molino Vecchio.

## Geografia fisica

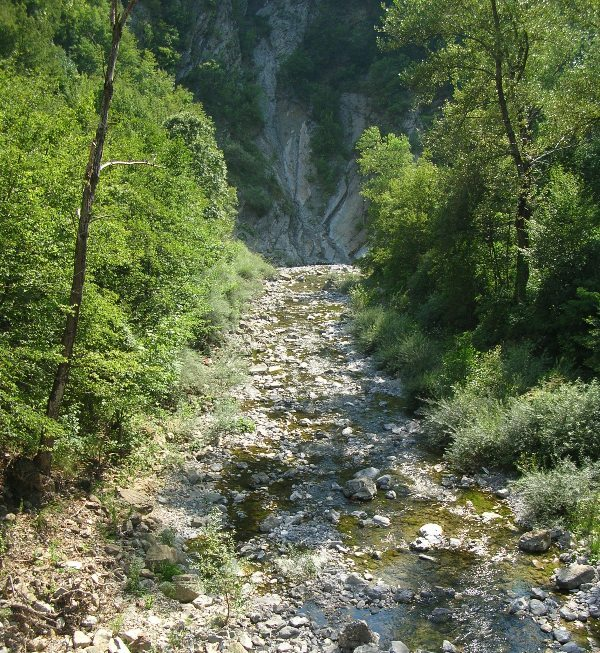
Il torrente Brevenna nei pressi di Molino di Frassinello

Il comune di Valbrevenna, situato nella valle omonima minore dell'alta valle Scrivia, è locato a nordest di Genova. Fa parte del Parco naturale regionale dell'Antola. Il territorio coincide quasi completamente con il bacino idrografico del torrente Brevenna (ad eccezione del tratto finale della valle, che fa parte dei comuni di Casella e Savignone).
Il comune, situato ad un'altitudine compresa tra 427 e i 1.597 metri sul livello del mare, è formato da numerose frazioni distribuite sul fondovalle e su entrambi i versanti della valle del torrente Brevenna, che nasce dal monte Antola (1597 m) e confluisce nello Scrivia ad Avosso, presso Casella dopo un percorso di circa 15 km.
Tra le vette del territorio il monte Cremado (1513 m), il monte Duso (1451 m), il monte Buio (1402 m), il monte Arvego (1376 m), il monte Carmo (1325 m), il monte Sotto Garzo (1288 m), il monte Riondo (1254 m), il monte Liprando (1122 m), il monte Cugno (1105 m), il monte Badriga (1104 m), il monte Forca (1100 m), il monte Penzo (1061 m), il monte Proventino (1036 m), il monte Garego (1033 m), il monte Schigonzo (1014 m), il monte Mortussa (999 m), il monte della Croce (961 m), il monte Banca (928 m), il Dente di Mereta (900 m) e la Costa della Scabbia (899 m).
La valle si sviluppa da est ad ovest; i suoi ripidi versanti sono in gran parte ricoperti di boschi di castagno, rovere, carpino e frassino, mentre alle quote più alte si trovano prati e pascoli. Le poche aree coltivate sono organizzate a terrazzamenti con muri a secco, molti dei quali in stato di abbandono.
I centri abitati sono generalmente disposti a mezza costa, allineati lungo i percorsi delle antiche mulattiere che percorrevano la valle e conducevano verso il Piemonte e la Lombardia. Gli unici nuclei abitati di una certa importanza nel fondovalle sono il capoluogo Molino Vecchio e Prele, il primo centro della Valbrevenna che s'incontra risalendo la valle dalla confluenza con lo Scrivia. La maggior parte della popolazione risiede nella parte bassa della valle; i centri più popolati sono Nenno, Ternano, Prele e Molino Vecchio. I nuclei storici dei paesi sono caratterizzati da case in pietra locale (marna), arroccate sui pendii, con le strette vie pavimentate anch'esse in pietra e la chiesa generalmente staccata dalle case e in posizione dominante sulla valle.

## Storia

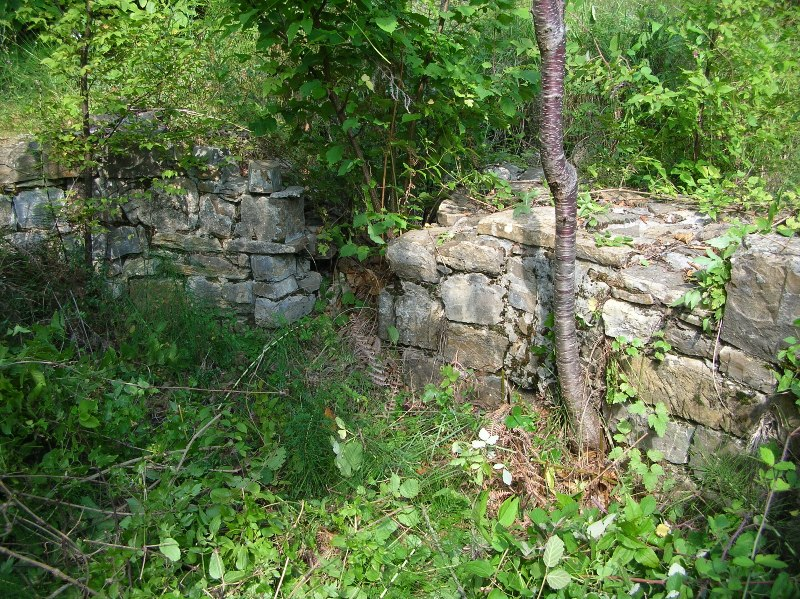
Ruderi della chiesa di Sant'Andrea di Bovarizia (particolare del muro dell'abside).

Le origini dell'ente comunale di Valbrevenna sono molto recenti: fu costituito soltanto nel 1896. Prima di allora le varie frazioni facevano parte dei vicini comuni di Savignone, Casella e Montoggio. La prima sede comunale fu posta a Carsi, poi trasferita a Molino Vecchio negli anni trenta del Novecento, quando fu costruita la strada carrozzabile di fondovalle.
La valle era abitata però fin dall'epoca pre-romana, come testimonia il ritrovamento di tombe risalenti all'età del ferro presso la località La Cà, nei pressi di Molino Vecchio (questo ritrovamento è avvenuto negli anni trenta, durante i lavori di costruzione della strada di fondovalle). Altri reperti, di epoca tardo-romana, sono stati ritrovati presso Pareto, nella località detta Campo Antigo (pron. Campu Antigu).
Fino all'Ottocento le varie comunità vivevano nei piccoli borghi attorno alle parrocchie, sotto la signoria della famiglia Fieschi, conti di Lavagna, che avevano il dominio sui feudi di Savignone, Casella, Montoggio e Crocefieschi.
Durante la dominazione napoleonica i Feudi imperiali vennero sciolti, costituendo le prime municipalità, alle quali furono aggregate le varie frazioni della valle.
Per secoli l'economia della Valbrevenna è stata un'economia di sussistenza, con gli abitanti che ricavavano dalla terra quanto occorreva per la sopravvivenza, limitando allo stretto necessario gli acquisti fuori del paese, pagati con il ricavato dei prodotti dell'allevamento. Il magro reddito era talvolta integrato da lavori stagionali, gli uomini come braccianti nelle aziende agricole del Piemonte e della Lombardia e le donne come mondine nelle risaie del vercellese. I terreni coltivati erano ottenuti con la creazione di terrazzamenti in pietra lungo i ripidi pendii della valle, costati grande fatica a generazioni di valligiani, in gran parte in rovina e invasi dalla vegetazione. Grande importanza aveva anche la raccolta delle castagne, fatte essiccare in appositi locali e poi macinate nei mulini (un tempo numerosi lungo il corso del torrente Brevenna) per ricavarne la farina.
Tra gli anni settanta dell'Ottocento e i primi decenni del Novecento iniziò un flusso migratorio verso le Americhe in particolare Argentina, Cile, Uruguay, Perù e Stati Uniti. La costruzione della strada per la valle Scrivia, tra il 1920 e il 1930, fece cessare il secolare isolamento della valle, portando anche ad un lieve miglioramento delle condizioni economiche, ma non fermò il movimento migratorio, che proseguì anche nel dopoguerra, questa volta verso Genova e i centri più popolosi ed industrializzati della valle Scrivia. La popolazione della valle, che alla costituzione del comune era di circa tremila abitanti, si era ridotta negli anni settanta a circa 600 persone; si assiste tuttavia ad una leggera crescita della popolazione, in particolare nella parte bassa della valle.
Comune a tutti i centri è il temporaneo aumento della popolazione nei mesi estivi, per la presenza di numerosi villeggianti in cerca di tranquillità e refrigerio (che in qualche caso fanno rivivere per un breve periodo anche paesi completamente disabitati nei mesi invernali).
Dal 1973 al 31 dicembre 2008 ha fatto parte della Comunità montana Alta Valle Scrivia e, con le nuove disposizioni della Legge Regionale n° 24 del 4 luglio 2008, ha fatto parte fino al 2011 della Comunità montana Valli Genovesi Scrivia e Polcevera.

### Simboli
Stemma
Gonfalone
Lo stemma e il gonfalone sono stati concessi con il decreto del presidente della Repubblica del 29 gennaio 2003.

I sei monti all'italiana rappresentano le sei vette maggiori della valle: il monte Antola, il monte Buio, il monte Schigonzo, il monte Duso, il monte Liprando e il monte Banca. Le sette croci d'oro simboleggiano le parrocchie del territorio comunale di cui cinque appartenenti all'arcidiocesi di Genova e le restanti due alla diocesi di Tortona. Lo sfondo a strisce bianche e azzurre riprende lo stemma araldico della famiglia Fieschi di Lavagna che amministrò gli antichi feudi della valle Scrivia. 

## Monumenti e luoghi d'interesse

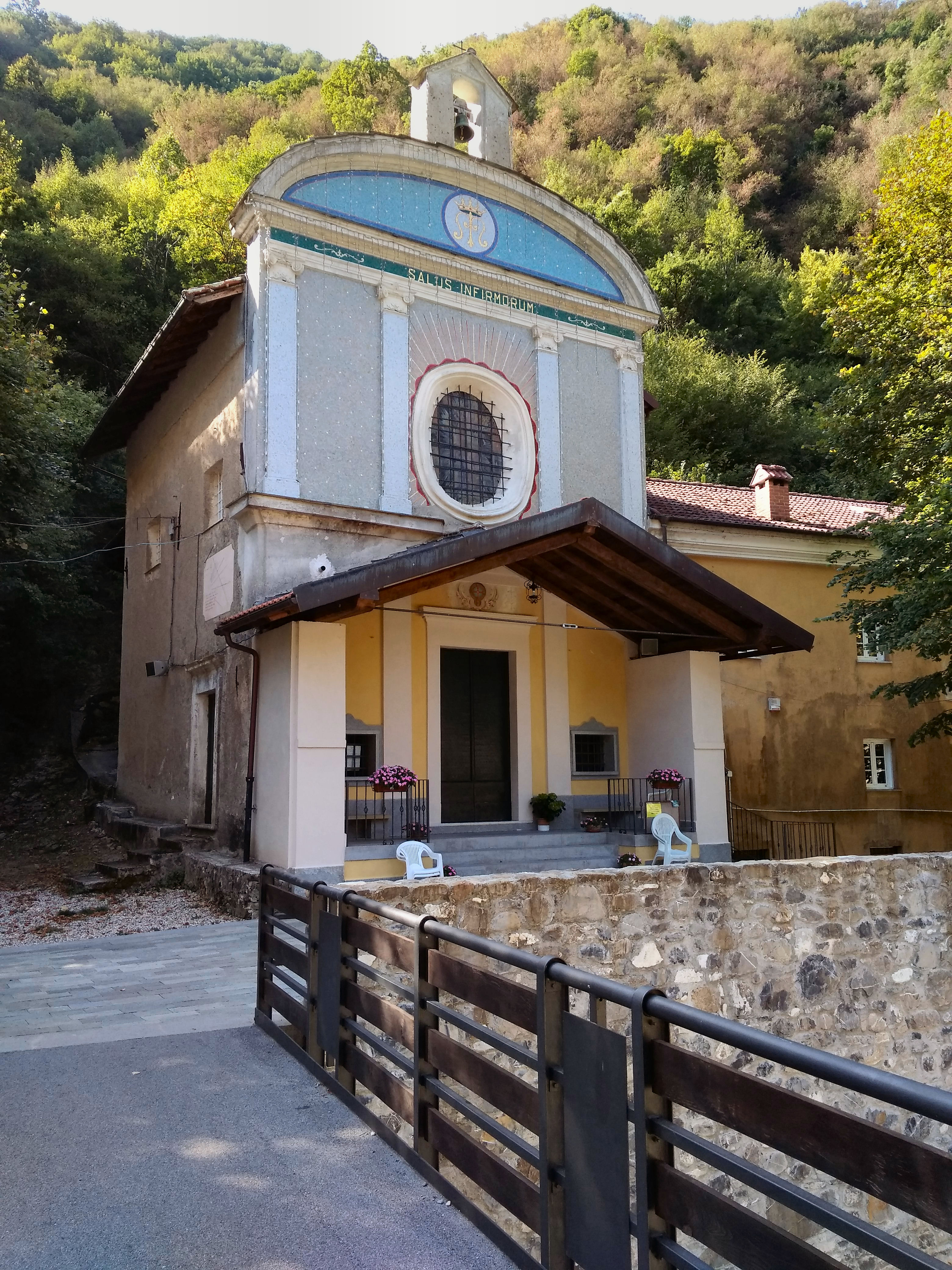
Il santuario di Nostra Signora dell'Acqua presso la frazione di Molino Vecchio, con il portico ricostruito dopo i danni causati dall'alluvione del 2015.

### Architetture religiose
Le vicende storiche dei diversi paesi della Valbrevenna si riflettono anche nelle strutture amministrative della chiesa cattolica, infatti nel comune sono comprese sette parrocchie, cinque delle quali appartengono all'arcidiocesi di Genova (Carsi, Clavarezza, Frassinello, Pareto e Senarega) e due alla diocesi di Tortona (Nenno e Tonno).
- Santuario di Nostra Signora dell'Acqua nei pressi della frazione capoluogo, Molino Vecchio.
- Cappella di Maria Santissima Regina nella frazione capoluogo, Molino Vecchio; probabilmente costruita nel corso del XIX secolo.
- Chiesa parrocchiale di Santa Maria delle Grazie nella frazione di Carsi.
- Cappelletta di Nostra Signora delle Grazie nella frazione di Carsi. La cappelletta originaria fu costruita nel XIII secolo nel sito dove intorno al 1675 sarebbe stata costruita l'attuale chiesa parrocchiale, si dice come ex voto da un castellano di Montoggio salvato per l'intervento della Madonna dall'assalto di un orso. Il leggendario episodio è raffigurato in un affresco sul portale della chiesa di Santa Maria Assunta. La cappelletta fu ricostruita nell'attuale sito verso la fine del XVII secolo e completamente ristrutturata nel 1960.
- Ruderi della chiesa di Sant'Andrea di Bovarizia presso Caserza. In un bosco di castagni si trovano i pochi ruderi dell'antica chiesa costruita dai monaci benedettini intorno al XIII secolo e abbandonata verso la fine del XVI secolo. Alcuni resti furono riportati alla luce nel 1975 e, insieme ad altri reperti archeologici, ora esposti al museo archeologico dell'Alta valle Scrivia di Isola del Cantone.
- Cappella di Nostra Signora di Caravaggio nella località di Cerviasca, edificata nel 1836.
- Chiesa parrocchiale di San Michele Arcangelo nella frazione di Clavarezza.
- Oratorio di Nostra Signora del Carmine nella frazione di Clavarezza. L'edificio è citato nel 1833, ma ricostruito negli anni settanta dell'Ottocento.
- Chiesa parrocchiale del Santissimo Nome di Maria nella frazione di Frassinello.
- Chiesa di Nostra Signora di Loreto nella località di Frassineto, probabilmente costruita nel corso del XIX secolo.
- Cappella di San Giacomo nella frazione di Mareta. Fu eretta nel 1573 e presenta nella volta a botte notevoli cicli di affreschi databili al 1576. Restaurati nel 1970 sono raffigurati la Madonna in trono tra i santi Giovanni Battista e Giacomo, nella lunetta è riconoscibile l'Annunciazione e nella volta l'Eterno Padre.
- Chiesa parrocchiale di Sant'Anna nella frazione di Nenno. Fa parte della diocesi di Tortona.
- Chiesa parrocchiale di San Lorenzo martire nella frazione di Pareto. Citata nel XIII secolo, l'edificio venne ricostruito nella prima metà del Settecento; il campanile fu edificato nel 1746.
- Cappella di Nostra Signora della Guardia nella località di Piancassina, eretta nel 1836.
- Cappella di Nostra Signora della Guardia nella località di Porcile, eretta nel 1859.
- Chiesa parrocchiale di Santa Margherita d'Antiochia nella frazione di Tonno. Fa parte assieme alla parrocchia di Sant'Anna di Nenno della diocesi di Tortona. Nel parco di fronte alla chiesa c'è un monumento dedicato ai caduti della prima guerra mondiale, la cui iscrizione ricorda il contributo dato alla sua realizzazione dai compaesani emigrati a Buenos Aires.
- Chiesa parrocchiale di Santa Maria Assunta nella frazione di Senarega. Le prime notizie su una primitiva cappella risalirebbero al 1242 e divenne parrocchiale nel 1272. L'attuale edificio è il frutto della ricostruzione avvenuta tra il 1675 e il 1678; il campanile è del 1718.
- Cappella di Nostra Signora della Neve o della Madonna del Ponte nella frazione di Senarega. Probabilmente fu costruita nel corso del XIX secolo.

### Architetture civili

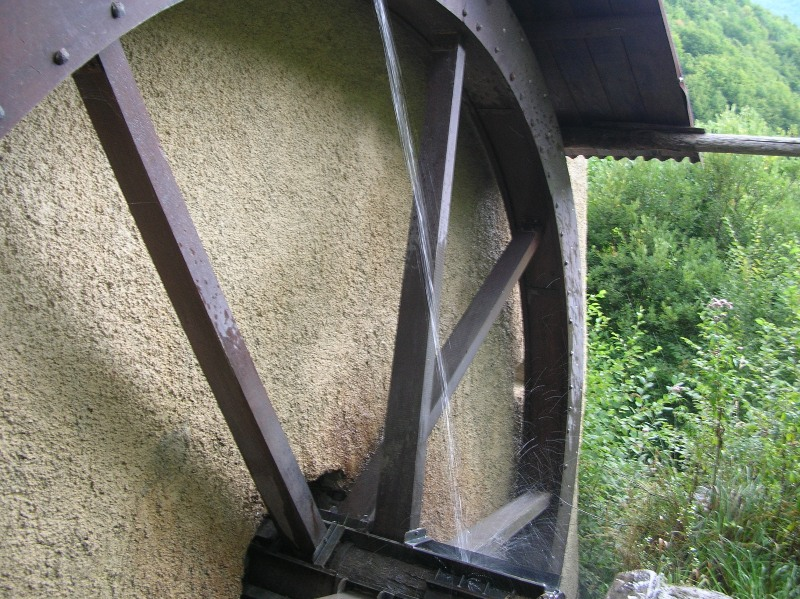
Particolare del mulino

Nelle vicinanze del paese di Porcile si trova un antico mulino ad acqua alimentato da tre piccoli bacini formati sbarrando un ruscello con muretti in pietra. Questo mulino, restaurato, è l'unico ancora in buone condizioni di conservazione tra i tanti che caratterizzavano un tempo la valle.

### Architetture militari
Il castello di Senarega, composto da due distinti elementi (la torre del XII secolo e il palazzo, costruito nel XV secolo), domina il paese dall'alto. Durante la lunga signoria dei Fieschi l'edificio era utilizzato con funzioni amministrative ed i sotterranei adibiti a prigione. Dopo aver ospitato negli anni ottanta del Novecento una comunità di recupero per tossicodipendenti venne chiuso. È stato acquisito, insieme con il vicino oratorio, in comodato trentennale dall'Ente Parco dell'Antola che, in collaborazione con il Comune, ne sta realizzando un progetto di restauro ai fini della realizzazione di una foresteria aperta al pubblico.

## Società

### Evoluzione demografica
Abitanti censiti

### Etnie e minoranze straniere
Secondo i dati Istat al 31 dicembre 2022, i cittadini stranieri residenti a Valbrevenna sono 13.

## Cultura

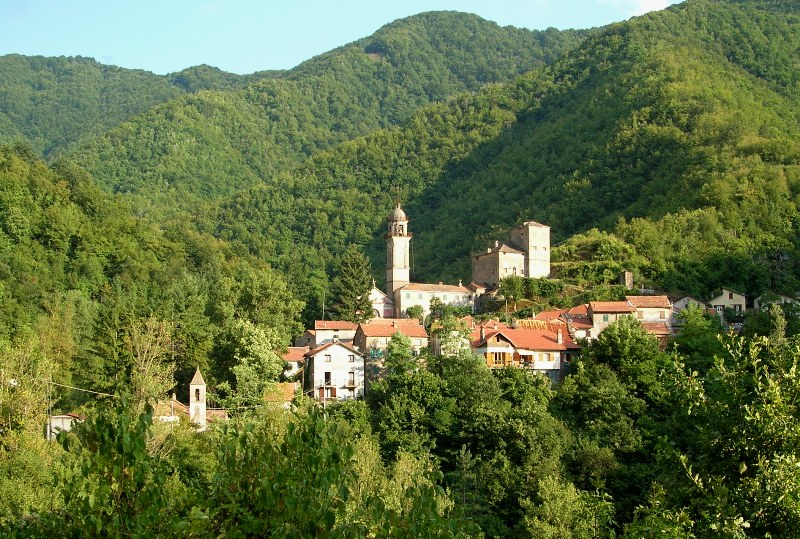
Veduta di Senarega con la parrocchiale e il castello

### Istruzione

#### Musei
- Museo etnografico di Senarega. La sezione etnologica del museo storico dell'alta valle Scrivia ha sede nei fondi della canonica di Senarega. Questa sezione, dedicata all'ambiente della stalla, con tutte le attività produttive connesse (la fienagione, la produzione di burro e formaggio, la raccolta delle foglie da utilizzare come lettiera per gli animali, l'alpeggio nei mesi estivi), ma anche gli aspetti legati alla stalla come luogo di aggregazione nei mesi invernali. Oltre a numerosi oggetti ed utensili, sono presentati anche testi che descrivono la vita contadina di un tempo, basati sui racconti di vecchi abitanti della valle, ultimi testimoni di un mondo ormai scomparso.

## Geografia antropica

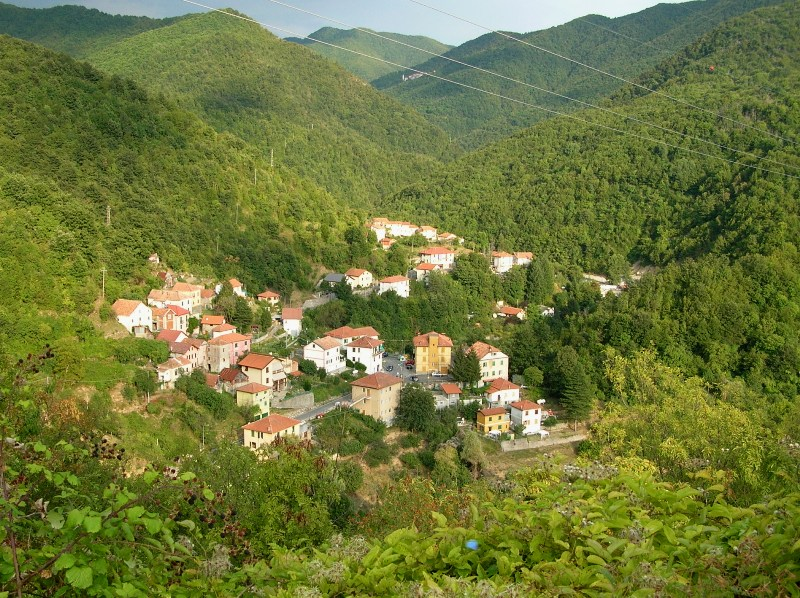
Molino Vecchio e Baio

Confina a nord con i comuni di Crocefieschi, Vobbia e Carrega Ligure (AL), a sud con Montoggio e Torriglia, a ovest con Savignone e Casella e a est con Propata.
La sede comunale è nella località di Molino Vecchio, situata nel fondovalle in posizione centrale rispetto alle altre frazioni, molte delle quali contano pochi residenti stabili che aumentano notevolmente nei mesi estivi. Oltre a Molino Vecchio le principali frazioni che costituiscono il comune sono: Carsi, Clavarezza, Frassinello, Nenno, Pareto, Tonno e Senarega per una superficie di 34,67 km2.

### Frazioni e località

#### Fondovalle
Risalendo la valle da Avosso seguendo la strada provinciale 11 dopo circa un chilometro s'incontrano le case di Prele, primo nucleo abitato della Valbrevenna. Poco oltre si lascia a destra la strada per Ternano e dopo circa 1,5 km a sinistra c'è il bivio della strada provinciale 12 per Nenno. Proseguendo nel fondovalle, si susseguono i piccoli abitati di Cornareto, Molino di Frassinello (in corrispondenza con la strada che attraversando il torrente Brevenna porta a Frassinello), Carsassina, Casottino, La Ca' (dove furono rinvenute tombe dell'età del ferro), Prosementino (bivio sulla sinistra per Clavarezza e Porcile).

##### Molino Vecchio
Situato lungo il torrente Brevenna, a 533 m s.l.m., è la sede del comune. Forma un unico centro abitato insieme con le contigue località di Baio e Scapitola, ed è uno dei paesi più popolati della valle. Il vicino centro sportivo (con annessa una piscina all'aperto molto frequentata nei mesi estivi) è sede di varie manifestazioni estive. Da alcuni anni vi si tiene una manifestazione detta "O Mundantigo" ("il mondo antico"), che oltre a essere un'occasione per gli agricoltori e gli allevatori della valle per far conoscere e vendere i loro prodotti, cerca anche di far rivivere (attraverso documenti, fotografie, antichi attrezzi di lavoro) aspetti e tradizioni della passata vita contadina della Valbrevenna. A Molino Vecchio termina la strada provinciale 11. La strada prosegue come comunale, mantenendosi sempre sulla sponda destra del torrente Brevenna. A breve distanza da Molino Vecchio, sulla sponda opposta, collegato da un piccolo ponte, sorge il santuario di Nostra Signora dell'Acqua. Proseguendo nel fondovalle si supera il bivio a sinistra per Pareto e Caselline e si attraversano le piccole località di Chioso (bivio a destra per Carsi e Cerviasca (anche essi punti di partenza per il monte Antola, Pentema, Senarega), Mareta, con una cappella rustica con affreschi dedicata a san Giacomo, costruita nel 1573 e Fullo, al bivio per Casareggio, Tonno e Aia Vecchia.

##### Senarega
Si trova nell'alta Valbrevenna, in posizione panoramica, a un'altitudine di 715 m. Questo borgo medioevale, caratterizzato da abitazioni rurali in marna con i tetti ricoperti dalle tipiche lastre di pietra (ciàppe), prende il nome dalla famiglia Senarega (signori della zona fino al XIII secolo, quando la valle passò nel dominio dei Fieschi) e vanta diversi edifici d'interesse storico, quali il castello medioevale Senarega-Fieschi e la cappelletta di Nostra Signora delle Grazie, presso l'antico ponte in pietra all'ingresso del paese. Oltre Senarega la strada diventa ancor più stretta, ripida, e tortuosa, e sale verso la frazione Roiale e quindi Piancassina (1035 m s.l.m.), dove termina. Piancassina è il punto di partenza di uno degli itinerari più brevi e frequentati per il monte Antola, da qui raggiungibile in circa un'ora e mezza di cammino. Lungo il sentiero da Piancassina al monte Antola si incontra ancora il borgo di Lavazzuoli, uno dei villaggi più in quota della Valbrevenna (1145 m s.l.m.) Non è raggiunto da strade carrozzabili ed era già completamente spopolato; da alcuni anni vi abita una famiglia di allevatori.

##### Chiappa
Situato a 890 m s.l.m. è un tipico borgo montano, un tempo caratterizzato dai tetti ricoperti dalle lastre in pietra (ciàppe), che danno il nome al paese. È raggiungibile tramite una mulattiera o una strada carrozzabile, entrambe che partono da Senarega.

##### Piancassina
Piancassina è situata a 1100 metri s.l.m. ed è il punto di arrivo della strada carrozzabile che si inerpica da Senarega; è un frequentato punto di partenza per raggiungere il monte Antola (circa 1,5 ore). Qui fino a pochi decenni fa gli abitanti erano dediti alla pastorizia e a una agricoltura di montagna, che comportava una vita dura, appena mitigata dal fatto di poter vivere in un ambiente quasi incontaminato. Poiché all'epoca non esisteva ancora la strada carrozzabile, i prodotti caseari venivano portati a valle tramite teleferiche o a dorso di mulo e costituivano merce di scambio per quanto necessitava alla sussistenza delle famiglie.

#### Versante destro
Allineate lungo il percorso di antiche mulattiere, risalendo la valle verso il monte Antola, a mezza costa sul versante destro si incontrano i seguenti centri principali:

##### Nenno

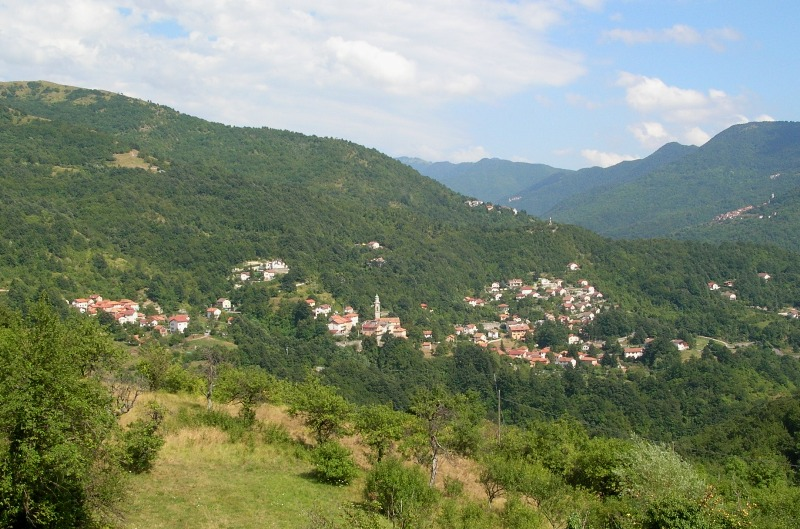
Nenno

È uno dei paesi più popolati della valle e si trova lungo la strada provinciale 12 che collega la bassa Valbrevenna con Crocefieschi e Savignone, a un'altitudine di 601 m. È formato da due nuclei abitati (Nenno superiore e Nenno inferiore, dove si trova una cappella dedicata a san Giovanni Battista); tra i due nuclei sorge la chiesa parrocchiale, intitolata a sant'Anna; a questi due nuclei in tempi recenti si è aggiunto un terzo gruppo di case denominato Riva (o Ripa), formato da case in maggioranza utilizzate nel periodo estivo. Lungo la strada per Caserza sorge una colonna in pietra alta 12 m con una statua della Madonna alla sommità, costruita nel 1903, sembra per volontà di un emigrante ritornato in paese.

##### Caserza
Piccolo villaggio a circa 700 m s.l.m. alle pendici del monte Proventino, lungo un'antica mulattiera che congiungeva Nenno a Clavarezza (il paese è raggiungibile da Nenno con una strada carrozzabile). Nei pressi di Caserza, in un bosco di castagni, si trovano i pochi ruderi dell'antica chiesa benedettina di Sant'Andrea di Bovarizia.

##### Clavarezza
Si trova a un'altitudine di 816 m. La chiesa di San Michele Arcangelo di Clavarezza è citata per la prima volta in un documento del 1200 e divenne parrocchia autonoma nel 1641. Fu completamente ricostruita nel XVIII secolo.

##### Porcile
Il villaggio di Porcile è situato a 943 m s.l.m. Nei pressi del paese esistono un antico mulino ad acqua e una fornace per la produzione della calce, che veniva utilizzata localmente per intonacare le case.

##### Pareto

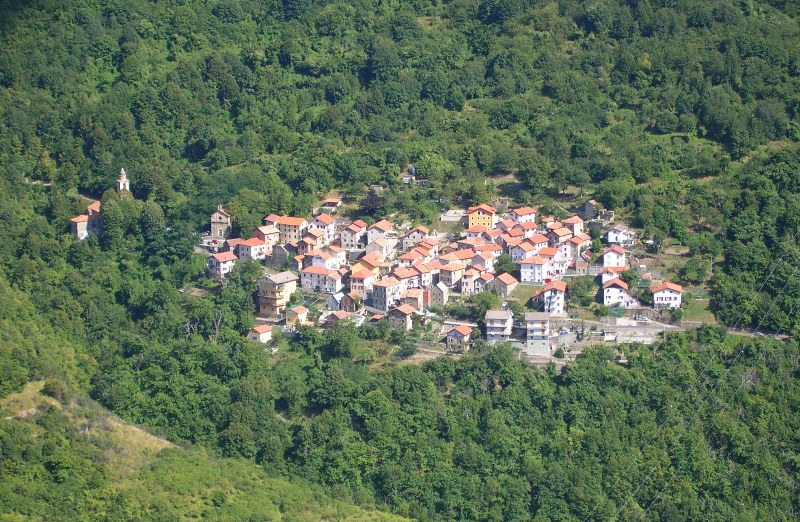
Pareto

Pareto si trova a circa 800 m s.l.m. sul versante destro della Valbrevenna, in una valletta laterale. La chiesa di Pareto, dedicata a san Lorenzo, è citata per la prima volta in un atto notarile del 21 dicembre 1272 come cappella dipendente dalla parrocchia di San Giovanni Decollato in Montoggio. In una stalla cinquecentesca nei fondi della canonica viene allestito da alcuni anni un caratteristico presepio, con una Natività di Emanuele Luzzati.

##### Tonno

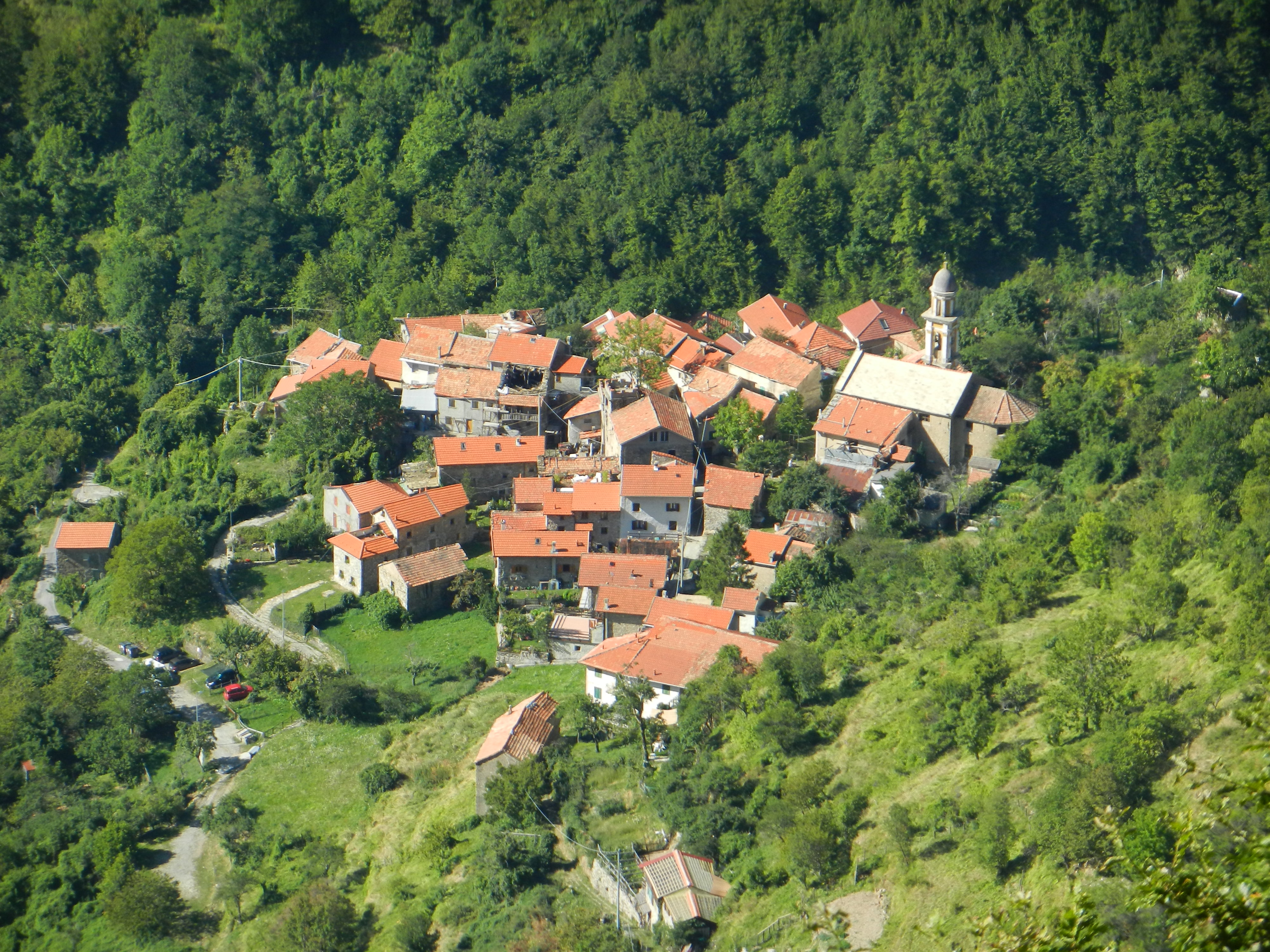
Veduta di Tonno

Si trova nella parte più alta della valle, ai piedi dei monti Antola e Buio, a 918 m s.l.m. La chiesa parrocchiale di Santa Margherita d'Antiochia, che dipende dalla diocesi di Tortona, è stata costruita intorno alla metà del XVIII secolo, ma si ritiene risalga a molti secoli prima.

#### Versante sinistro
Risalendo la valle sul versante sinistro si incontrano i seguenti centri principali:

##### Ternano
Si trova nella parte bassa della Valbrevenna, a un'altitudine di 564 m. Il centro del paese è formato da piccole case attorno alla chiesa, dedicata a san Bernardo. In occasione della festa patronale, che si svolge il 20 agosto, si tengono per tre giorni consecutivi varie manifestazioni con grande partecipazione di residenti e villeggianti, assai numerosi in questo periodo.

##### Frassineto
È situato a metà strada tra Ternano e Frassinello, a un'altitudine di 819 m. La chiesa, situata all'estremità del paese, in posizione dominante sulla sottostante valle, è dedicata a Nostra Signora di Loreto.

##### Frassinello

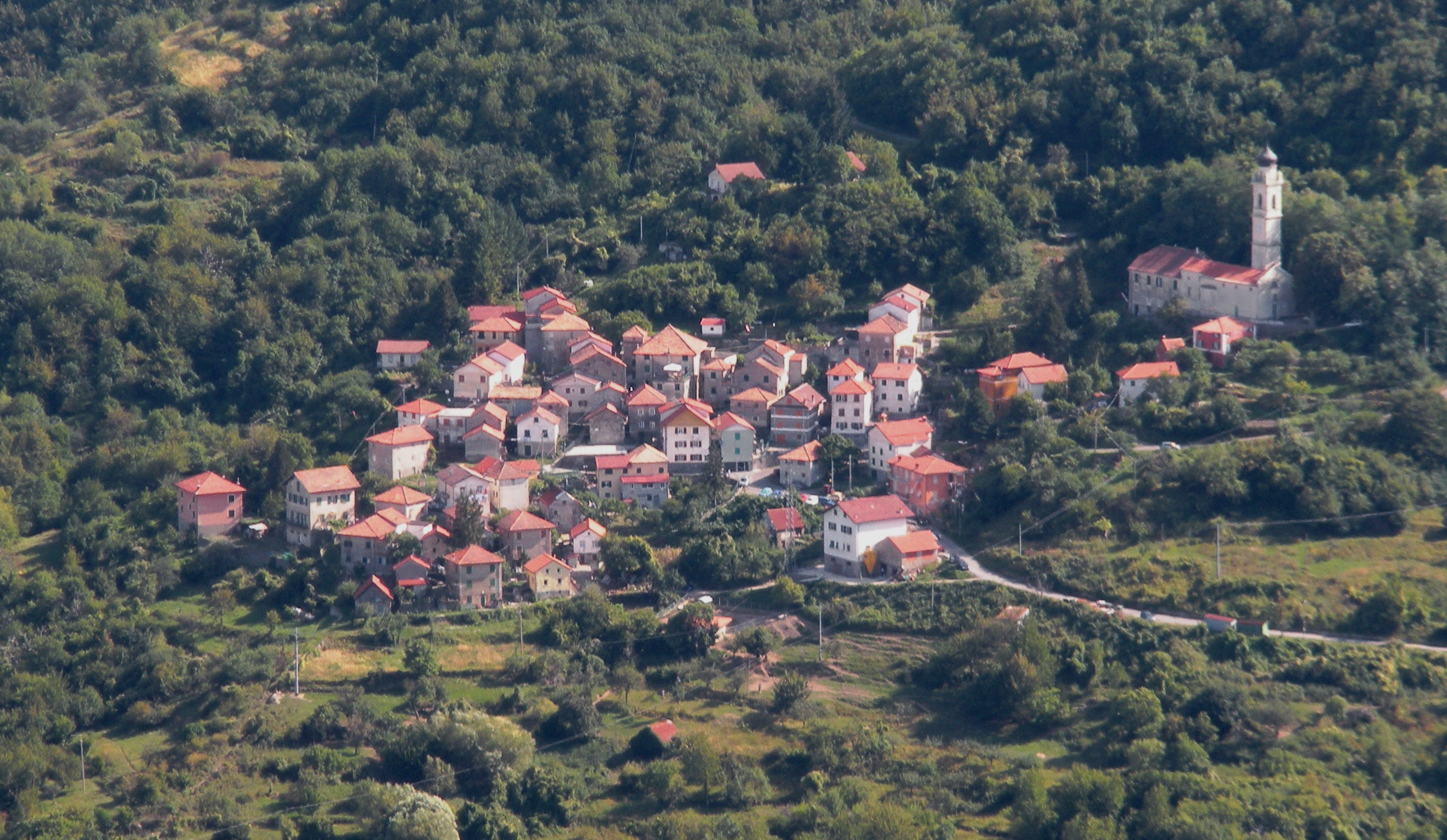
Veduta di Frassinello

Si trova a un'altitudine di 672 m. Il nome del paese, come quello del vicino Frassineto, deriva dalla pianta del frassino, frequente nei dintorni e molto utilizzata in passato come legna da ardere. La chiesa del Santissimo Nome di Maria in stile barocco, in posizione dominante rispetto al paese, è stata costruita nella seconda metà del XVI secolo; fu eretta in parrocchia verso la fine del XVI secolo.

##### Piani
Si trova a un'altitudine di 848 m alle pendici dei monti Banca e Liprando. Situata sull'antica strada che collegava il versante sinistro della valle con Genova (via Montoggio), era una stazione di posta molto importante. Numerosi erano i punti di ristoro, poi scomparsi. L'importanza della località era dovuta al passaggio delle merci che durante il periodo invernale, a causa del fiume e della mancanza della strada a valle erano obbligati a passare per la mulattiera (già strada comunale) a mezza-costa. La popolazione residente è limitata a una sola persona ma durante il periodo estivo molti villeggianti fanno rivivere il paese.

##### Crosi
Proseguendo sull'antica mulattiera a mezza-costa, superato il piccolo abitato di Piani, si giunge a Crosi, alle pendici del monte Liprando. Il villaggio, formato da due nuclei distinti di case, è disabitato da molti anni e si presenta in uno stato di quasi completo abbandono, con molte case cadenti e altre ormai ridotte a ruderi. Da pochi anni vi risiede un giovane allevatore, che ha dato inizio a un parziale recupero di alcune abitazioni.

##### Carsi

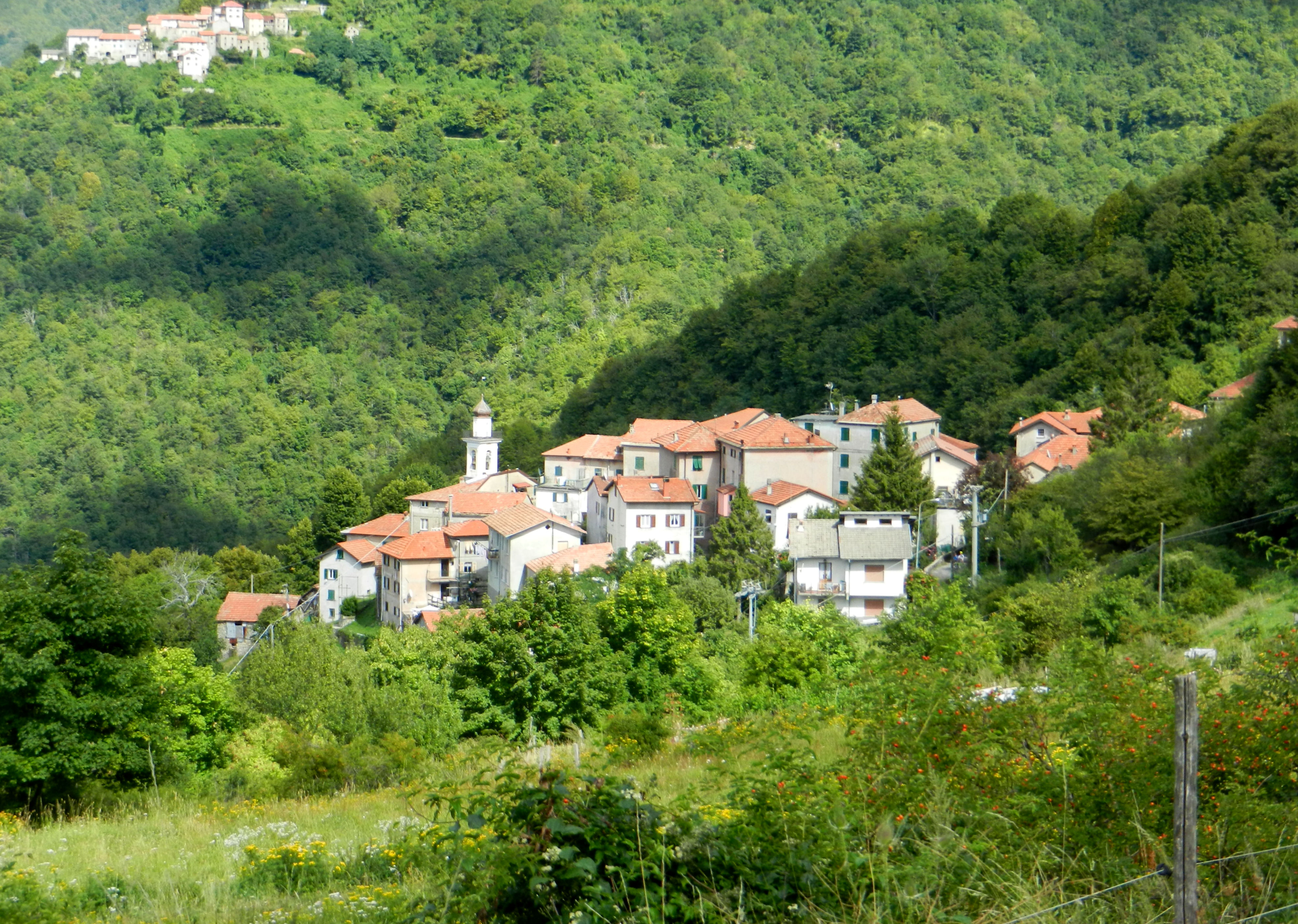
Panorama di Carsi

Situato a un'altitudine di 843 m, fu la prima sede comunale nel 1896. La chiesa di Santa Maria delle Grazie fu costruita nel 1669 su una preesistente cappella e costituita in parrocchia autonoma nel 1721 (in precedenza era succursale di San Lorenzo di Pareto). Nel XVIII secolo fu completata con la costruzione del campanile e della sagrestia. Nei pressi, in loc. Gherfo, all'altitudine di 875 m si apre una cavità detta "Tan-na da reixe" (italiano: "tana della radice"), con uno sviluppo di 35 m e un dislivello di 17 m.

##### Cerviasca

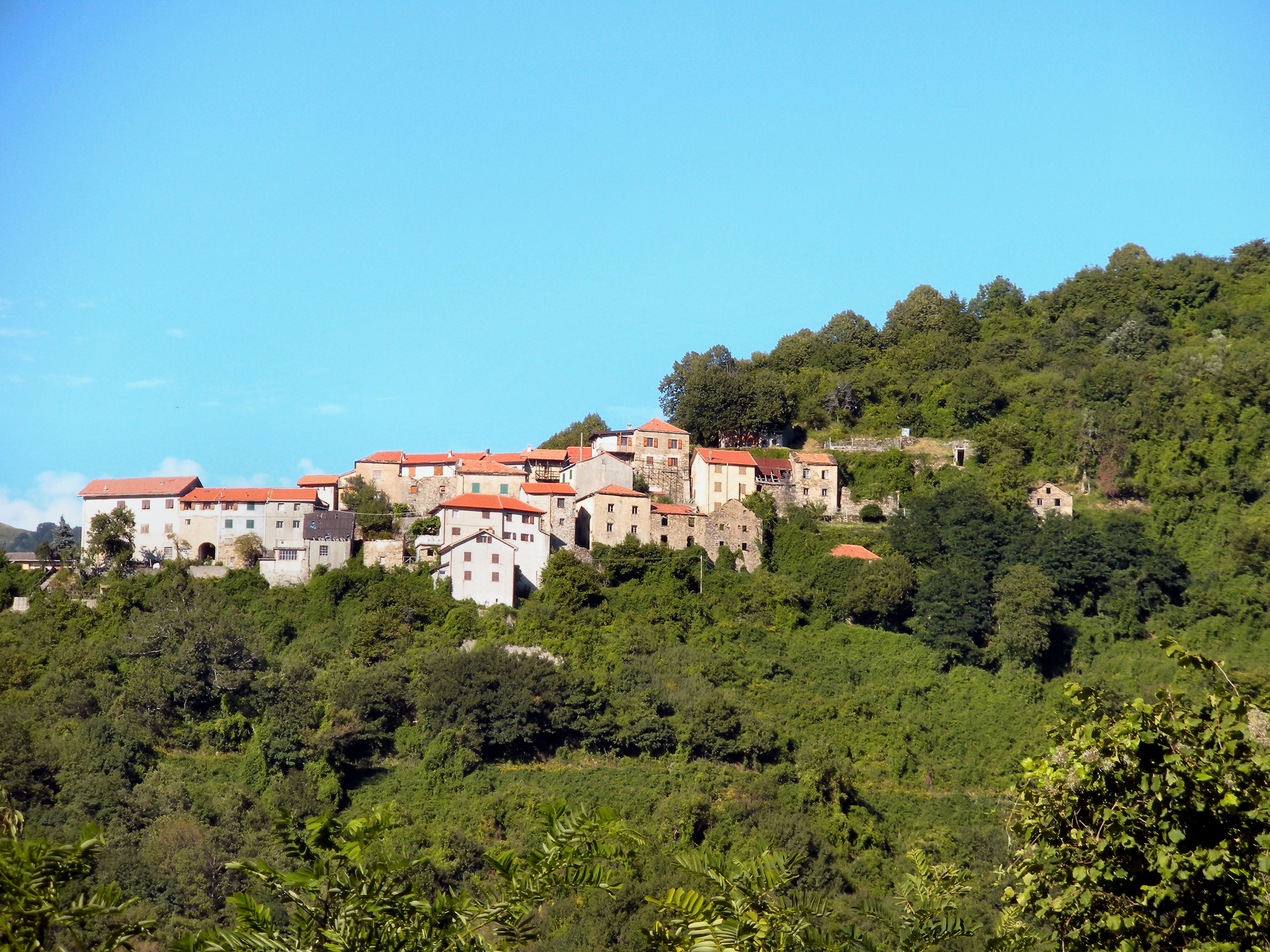
Panorama di Cerviasca

Paese in posizione panoramica, a un'altitudine di 952 m; si raggiunge con una strada comunale da Carsi oppure da vari sentieri (anello alto Valbrevenna scendendo dal bivio incrocio sentiero proveniente da Carsi e da Pentema, da Cerviasca partono senteri per l'Antola, Senarega per poi proseguire salendo verso Chiappa. Come altre località della Valbrevenna, ha pochi abitanti durante l'inverno e si ripopola solamente nella breve stagione estiva.

## Economia
Si basa sulla produzione agricola.

## Infrastrutture e trasporti

### Strade
Il comune di Valbrevenna è attraversato dalla strada provinciale 11 di Valbrevenna che collega il capoluogo Molino Vecchio con Avosso, frazione del vicino comune di Casella. A Casella fa capolinea il treno (Genova-Casella) a scartamento metrico che collega a Genova (Piazza Manin). Da Avosso la strada statale 226 della Valle Scrivia in una direzione prosegue per il centro di Casella (poco più di un chilometro), e poi per Busalla e bassa valle Scrivia, dall'altra per Montoggio e Torriglia (bivio strada statale 45 di Val Trebbia).
Inoltre la strada provinciale 12 di Nenno, attraverso un suggestivo percorso panoramico, collega il comune con Savignone e Crocefieschi.

### Mobilità urbana
Il Comune di Valbrevenna è servito da un bus a chiamata gestito dall'AMT. Il servizio è attivo dal lunedì al sabato, dalle 6:00 alle 20:00 e può essere richiesto fino a 30 minuti prima dall'orario di partenza desiderato tramite numero verde o applicazione dedicata. Serve le località poste sulla principale direttrice di Valbrevenna, da Casella e fino alla località Fullo (presso il bivio per Tonno e a pochi passi da Senarega).

## Amministrazione
| Periodo          | Periodo          | Primo cittadino   | Partito                                   | Carica      | Note   |
| ---------------- | ---------------- | ----------------- | ----------------------------------------- | ----------- | ------ |
| 13 giugno 1985   | 31 maggio 1990   | Emilio Firpo      | DC                                        | Sindaco     |        |
| 25 giugno 1990   | 24 aprile 1995   | Emilio Firpo      | DC                                        | Sindaco     |        |
| 5 maggio 1995    | 14 giugno 1999   | Emilio Firpo      | lista civica di centro                    | Sindaco     |        |
| 14 giugno 1999   | 30 novembre 2000 | Emilio Firpo      | Valbrevenna viva (lista civica di centro) | Sindaco     | [ 14 ] |
| 30 novembre 2000 | 14 maggio 2001   | Mario Palomba     | Valbrevenna viva (lista civica di centro) | Vicesindaco | [ 15 ] |
| 14 maggio 2001   | 30 maggio 2006   | Mario Palomba     | Valbrevenna viva (lista civica di centro) | Sindaco     |        |
| 30 maggio 2006   | 15 maggio 2011   | Mario Palomba     | Valbrevenna viva (lista civica di centro) | Sindaco     |        |
| 16 maggio 2011   | 5 giugno 2016    | Michele Brassesco | Valbrevenna viva (lista civica di centro) | Sindaco     |        |
| 5 giugno 2016    | 4 ottobre 2021   | Michele Brassesco | Valbrevenna viva (lista civica di centro) | Sindaco     |        |
| 4 ottobre 2021   | in carica        | Michele Brassesco | Valbrevenna viva (lista civica di centro) | Sindaco     |        |

### Altre informazioni amministrative
Valbrevenna fa parte dell'Unione dei comuni dello Scrivia.